# جيسي فرانكلين كليفلاند
جيسي فرانكلين كليفلاند (بالإنجليزية: Jesse Franklin Cleveland)‏ (و. 1804 – 1841 م) هو سياسي من الولايات المتحدة الأمريكية ولد في غرينفيل.
وهو عضو في الحزب الديمقراطي الأمريكي .